# Бен-Мустафа, Фарук
Фарук Бен Мустафа (фр. Farouk Ben Mustapha, 1 июля 1989, Бизерта, Тунис) — тунисский футболист, вратарь тунисского клуба «Эсперанс» и сборной Туниса.

## Клубная карьера
Родился 1 июля 1989 года в городе Тунис. Воспитанник футбольной школы клуба «Бизертен». Взрослую футбольную карьеру начал 2009 года в основной команде того же клуба.

## Выступления за сборную
В 2009 году дебютировал в официальных матчах в составе сборной Туниса. В 2011 в составе внутренней сборной Туниса стал победителем Чемпионата африканских наций. В составе национальной сборной был участником Кубка африканских наций 2010 в Анголе, Кубка африканских наций 2013 в ЮАР. На чемпионат мира 2018 года в России отправился запасным вратарём, однако, уже на 16-й минуте первого же матча (против сборной Англии) бы вынужден заменить травмированного основного голкипера Муэза Ассена. Следующий матч на турнире отыграл полностью в качестве основного вратаря, но перед третьей игрой тоже получил травму на тренировке, в результате чего в ворота встал третий вратарь Аймен Матлути.